# John Agard
John Agard, född 21 juni 1949 i Brittiska Guyana, är en afro-guyansk dramatiker, poet och barnboksförfattare, bosatt i Storbritannien. År 2012 mottog han Queen's Gold Medal for Poetry.